# Canton de Loiron-Ruillé
Le canton de Loiron-Ruillé, précédemment appelé canton de Loiron, est une circonscription électorale française située dans le département de la Mayenne et la région Pays de la Loire.

## Géographie
Ce canton est organisé autour de Loiron dans l'arrondissement de Laval. Son altitude varie de 67 m (Beaulieu-sur-Oudon) à 201 m (Le Bourgneuf-la-Forêt) pour une altitude moyenne de 119 m.

## Histoire
Par décret du 21 février 2014, le nombre de cantons du département est divisé par deux, avec mise en application aux élections départementales de mars 2015. Le canton de Loiron est conservé et garde le même nombre de communes (15).
À la suite du décret du 5 mars 2020, le canton prend le nom de son bureau centralisateur, Loiron-Ruillé.

## Représentation

### Conseillers d'arrondissement (de 1833 à 1940)
| Période | Période              | Identité                                   | Étiquette    | Qualité |
| ------- | -------------------- | ------------------------------------------ | ------------ | --- |
| 1833    | 1848                 | Joseph Paillard-Dubignon                   |              | Maitre de forges, propriétaire à Olivet, maire de La Brulatte                                               |
| 1848    | 1852                 | Louis Blotais (1794-1852)                  |              | Propriétaire, négociant à Laval, banquier                                                                   |
| 1852    | 1863 (décès)         | Augustin Housset                           |              | Avocat au Mans, puis avoué à Laval, maire de Saint-Cyr-le-Gravelais                                         |
| 1863    | 1871                 | Victor Taillandier                         |              | Propriétaire, maire de Ruillé-le-Gravelais                                                                  |
| 1871    | 1893 (décès)         | François Barré (1820-1893)                 |              | Propriétaire, maire de Bourgon                                                                              |
| 1893    | 27 avr. 1909 (décès) | Comte Bernard de Monti de Rezé (1845-1909) | Conservateur | Propriétaire du château de Lanfrière, maire de Montjean                                                     |
| 1909    | 1940                 | Stéphane Chevallier                        | Conservateur | Maire d'Olivet                                                                                              |
| 1940    |                      |                                            |              | Les conseils d'arrondissement ont été suspendus par la loi du 12 octobre 1940 et n'ont jamais été réactivés |

Source : Répertoire numérique des annuaires administratifs de la Mayenne. https://archives.lamayenne.fr/archives-en-ligne/ead.html?id=FRAD053_2NUM242&c=FRAD053_2NUM242_e0000017&qid=

### Conseillers généraux de 1833 à 2015
| Période | Période      | Identité                                                      | Étiquette              | Qualité                                                                                                   |
| ------- | ------------ | ------------------------------------------------------------- | ---------------------- | --- |
| 1833    | 1839 (décès) | Constant Paillard-Ducléré                                     | Majorité ministérielle | Maître de forges à Olivet, maire d'Olivet, député (1817-1824 et 1828-1838)                                |
| 1839    | 1848         | Constant-Louis Paillard-Ducléré (fils du précédent)           | Majorité ministérielle | Maître de forges à Olivet, député (1838-1848)                                                             |
| 1848    | 1852         | Marie Louis de Vaujuas-Langan                                 |                        | Propriétaire à Launay-Villiers                                                                            |
| 1852    | 1852 (décès) | Louis Morin-Blotais                                           |                        | Propriétaire à Montjean, conseiller d'arrondissement                                                      |
| 1853    | 1870         | Charles Hubert                                                |                        | Architecte, directeur général des mines de la Mayenne et de la Sarthe, maire de La Brûlatte               |
| 1870    | 1871         | Édouard Le Clerc d'Osmonville                                 |                        | Ancien secrétaire d'ambassade, directeur de la Société des mines de charbon de la Mayenne et de la Sarthe |
| 1871    | 1907 (décès) | Marquis Henri Tréton de Vaujuas-Langan                        | Droite Royaliste       | Propriétaire, maire du Bourgneuf-la-Forêt, député (1885-1889)                                             |
| 1907    | 1940         | Louis Tréton de Vaujuas-Langan (fils du précédent, 1868-1943) | Royaliste puis URD     | Maire du Bourgneuf-la-Forêt                                                                               |
|         |              |                                                               |                        | |
| 1945    | 1969 (décès) | Edmond Ramé (1899-1969)                                       | Rad.                   | Médecin, maire de Loiron                                                                                  |
| 1969    | 1985 (décès) | Alphonse Augeard                                              | CD puis DVD            | Médecin, maire de Port-Brillet                                                                            |
| 1986    | 2004         | Claude Le Feuvre                                              | DVD                    | Clerc de notaire, maire de Saint-Pierre-la-Cour                                                           |
| 2004    | 2015         | Nicole Bouillon                                               | DVD                    | Chef d'entreprise, maire du Genest-Saint-Isle depuis 2001                                                 |

### Conseillers départementaux à partir de 2015
| Période élective | Période élective | Mandat | Mandat   | Identité        | Nuance | Nuance | Qualité                                                          |
| ---------------- | ---------------- | ------ | -------- | --------------- | ------ | ------ | ---------------------------------------------------------------- |
| 2015             | 2021             | 2015   | 2021     | Nicole Bouillon |        | LR     | Maire du Genest-Saint-Isle (depuis 2001), 1re vice-présidente    |
| 2015             | 2021             | 2015   | 2021     | Louis Michel    |        | UDI    | Agriculteur retraité, adjoint au maire de Saint-Cyr-le-Gravelais |
| 2021             | 2028             | 2021   | en cours | Nicole Bouillon |        | LR     | Conseillère sortante                                             |
| 2021             | 2028             | 2021   | en cours | Louis Michel    |        | UDI    | Conseiller sortant, maire de Saint-Cyr-le-Gravelais              |

### Résultats détaillés

#### Élections de mars 2015
À l'issue du 1er tour des élections départementales de 2015, deux binômes sont en ballottage : Nicole Bouillon et Louis Michel (Union de la Droite, 47,57 %) et Andrée Gaudoin et Michel Rose (Union de la Gauche, 29,31 %). Le taux de participation est de 49,83 % (6 020 votants sur 12 080 inscrits) contre 50,77 % au niveau départemental et 50,17 % au niveau national.
Au second tour, Nicole Bouillon et Louis Michel (Union de la Droite) sont élus avec 63,39 % des suffrages exprimés et un taux de participation de 45,13 % (3 103 voix pour 5 452 votants et 12 080 inscrits).

#### Élections de juin 2021
Le premier tour des élections départementales de 2021 est marqué par un très faible taux de participation (33,26 % au niveau national). Dans le canton de Loiron-Ruillé, ce taux de participation est de 30,3 % (3 825 votants sur 12 622 inscrits) contre 32,1 % au niveau départemental. À l'issue de ce premier tour, deux binômes sont en ballottage : Nicole Bouillon et Louis Michel (DVD, 42,12 %) et Gabrielle Guérin et Fabien Robin (Divers, 34,32 %).
Le second tour des élections est marqué une nouvelle fois par une abstention massive équivalente au premier tour. Les taux de participation sont de 34,36 % au niveau national, 32,97 % dans le département et 30,58 % dans le canton de Loiron-Ruillé. Nicole Bouillon et Louis Michel (DVD) sont élus avec 51,81 % des suffrages exprimés (1 876 voix pour 3 861 votants et 12 624 inscrits),,.

## Composition

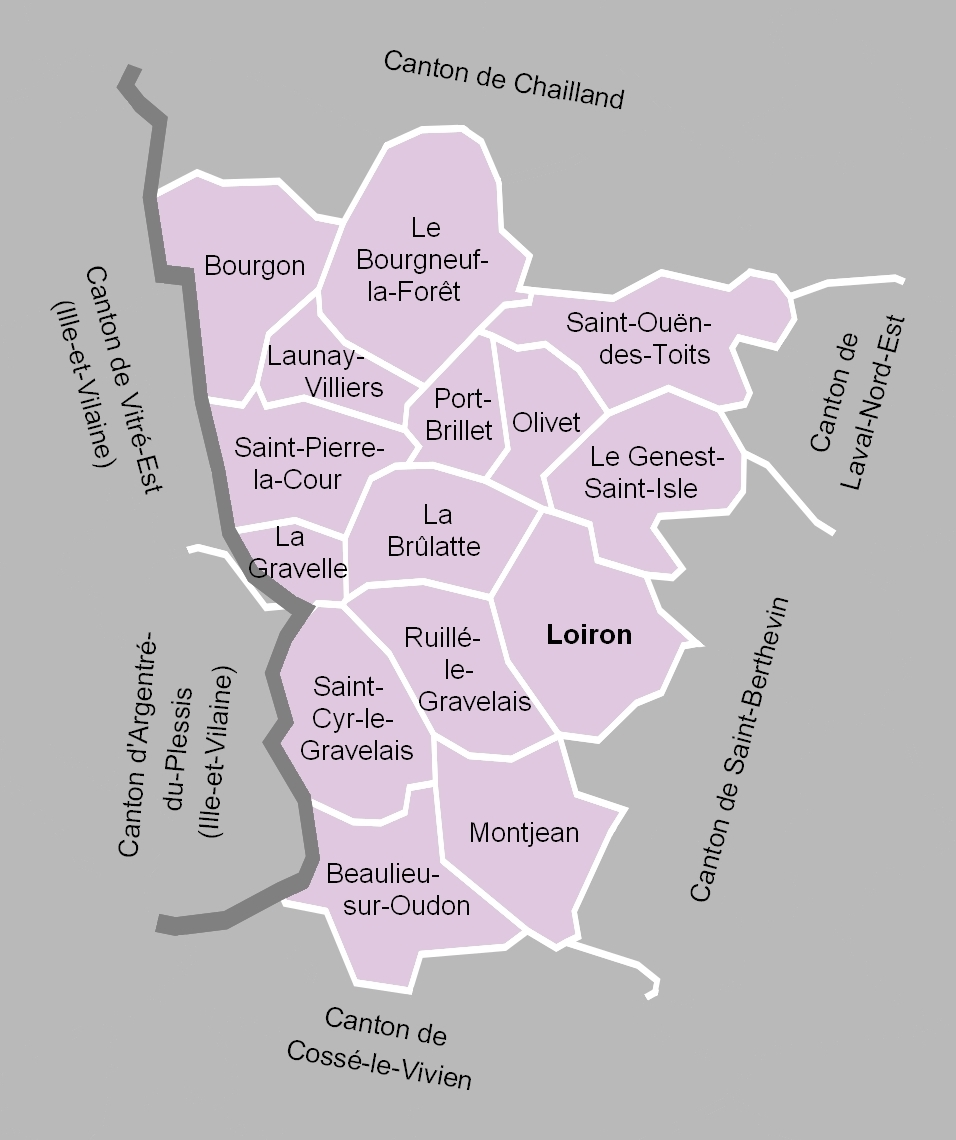
La carte des communes du canton avant la réforme de 2014 et la fusion de communes. Les cantons limitrophes étaient ceux de Chailland, de Laval-Nord-Est, de Saint-Berthevin, de Cossé-le-Vivien, d'Argentré-du-Plessis et de Vitré-Est.

Avant le redécoupage de 2014, le canton était celui de la Mayenne qui comptait le plus de communes. De 1972 à 2015, le canton de Loiron regroupait quinze communes.
À la suite de la création de la commune nouvelle de Loiron-Ruillé au 1er janvier 2016 par regroupement de Loiron et de Ruillé-le-Gravelais, le canton compte désormais quatorze communes.
| Nom                                   | Code Insee | Intercommunalité       | Superficie (km2) | Population (dernière pop. légale) | Densité (hab./km2) | Modifier                                    |
| ------------------------------------- | ---------- | ---------------------- | ---------------- | --------------------------------- | ------------------ | ------------------------------------------- |
| Loiron-Ruillé (bureau centralisateur) | 53137      | CA Laval Agglomération | 39,86            | 2 724 (2022)                      | 68                 | modifier les données · modifier les données |
| Beaulieu-sur-Oudon                    | 53026      | CA Laval Agglomération | 19,73            | 500 (2022)                        | 25                 | modifier les données · modifier les données |
| Le Bourgneuf-la-Forêt                 | 53039      | CA Laval Agglomération | 28,60            | 1 726 (2022)                      | 60                 | modifier les données · modifier les données |
| Bourgon                               | 53040      | CA Laval Agglomération | 20,97            | 618 (2022)                        | 29                 | modifier les données · modifier les données |
| La Brûlatte                           | 53045      | CA Laval Agglomération | 15,24            | 674 (2022)                        | 44                 | modifier les données · modifier les données |
| Le Genest-Saint-Isle                  | 53103      | CA Laval Agglomération | 18,59            | 2 127 (2022)                      | 114                | modifier les données · modifier les données |
| La Gravelle                           | 53108      | CA Laval Agglomération | 6,23             | 570 (2022)                        | 91                 | modifier les données · modifier les données |
| Launay-Villiers                       | 53129      | CA Laval Agglomération | 9,05             | 358 (2022)                        | 40                 | modifier les données · modifier les données |
| Montjean                              | 53158      | CA Laval Agglomération | 19,75            | 1 030 (2022)                      | 52                 | modifier les données · modifier les données |
| Olivet                                | 53169      | CA Laval Agglomération | 9,97             | 406 (2022)                        | 41                 | modifier les données · modifier les données |
| Port-Brillet                          | 53182      | CA Laval Agglomération | 8,10             | 1 816 (2022)                      | 224                | modifier les données · modifier les données |
| Saint-Cyr-le-Gravelais                | 53209      | CA Laval Agglomération | 19,82            | 559 (2022)                        | 28                 | modifier les données · modifier les données |
| Saint-Ouën-des-Toits                  | 53243      | CA Laval Agglomération | 21,26            | 1 782 (2022)                      | 84                 | modifier les données · modifier les données |
| Saint-Pierre-la-Cour                  | 53247      | CA Laval Agglomération | 15,69            | 2 313 (2022)                      | 147                | modifier les données · modifier les données |
| Canton de Loiron-Ruillé               | 5313       |                        | 252,86           | 17 203 (2022)                     | 68                 | modifier les données                        |

### Évolutions communales
- Les communes de Loiron et de Ruillé-le-Gravelais se sont regroupées le 1er janvier 2016 pour former la commune nouvelle de Loiron-Ruillé[20].
- La commune de Saint-Isle a été associée au Genest le 1er janvier 1972 pour former la commune de Le Genest-Saint-Isle, puis absorbée le 1er janvier 2000[21],[22].
- La commune de Port-Brillet est créée en 1874 en prélèvement sur les territoires de La Brûlatte et Olivet[23].

## Démographie

### Démographie avant 2015
| 1962   | 1968   | 1975   | 1982   | 1990   | 1999   | 2006   | 2011   | 2012   |
| ------ | ------ | ------ | ------ | ------ | ------ | ------ | ------ | ------ |
| 11 915 | 11 697 | 12 378 | 13 507 | 13 964 | 14 368 | 15 985 | 16 557 | 16 629 |

### Démographie depuis 2015
En 2022, le canton comptait 17 203 habitants, en évolution de +0,97 % par rapport à 2016 (Mayenne : −0,73 %, France hors Mayotte : +2,11 %).
| 2013   | 2018   | 2022   |
| ------ | ------ | ------ |
| 16 683 | 17 179 | 17 203 |